# Wielka Biała Plama

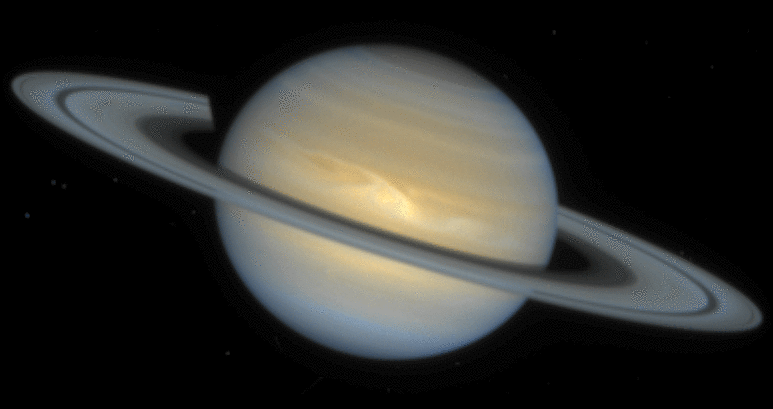
Wielka Biała Plama

Wielka Biała Plama – występujący na północnej półkuli Saturna cyklon o prędkości 1800 km/h. Powstaje cyklicznie podczas "saturniańskego" lata. Po raz pierwszy została zaobserwowana w 1876 roku przez Asapha Halla.

## Występowanie Białej Plamy
- 1876 – Obserwowana przez Asapha Halla
- 1903 – Obserwowana przez Edwarda Barnarda.
- 1933 – Obserwowana przez Willa Haya.
- 1960 – Obserwowana przez JH Bothama.
- 1990 – Obserwowana przez Stuarta Wilbera
- 1994 – Obserwacja prowadzona przez Kosmiczny Teleskop Hubble'a[1].
- 2006 – Obserwowana przez Ericka Bondouxa i Jeana-Luca Dauvergne'a